# Disney Jr.
| Portal | Portal:Disney |

Disney Jr. er en kanal fra Disney. Før 1. september 2011 var kanalen kendt som Disney Playhouse.
Den sender for børn der går i børnehave.

## Programmer
- Bjørnen i det blå hus
- Bogen om Plys
- Chuggington
- Disney's Dyrenes verden
- Handy Manny – vises også på Disney Channel
- Higglybys helte
- JoJos Cirkus
- Kaninby – vises også på Disney Channel
- LazyTown
- Mickeys Klubhus – vises også på Disney Channel
- Mine venner Tigerdyret og Plys – vises også på Disney Channel
- Nye eventyr med Peter Plys
- Løvernes garde – vises også på Disney Channel
- Pocoyo
- Små Einsteins – vises også på Disney Channel
- Stanley

## Søsterkanaler
- Disney Channel
- Toon Disney